# Gary Hirsch
Gary Hirsch est un pilote automobile suisse, né le 3 avril 1987 à Genève (Suisse).
Après ses débuts en karting, il devient pilote de monoplace et d'endurance. En 2013, il remporte le championnat European Le Mans Series dans la catégorie LMPC au sein de l'équipe française Oreca. En 2014 il se classe 6e des 24 Heures du Mans parmi l'équipe Morand Racing et 3e du championnat European Le Mans Series. En 2015, il est sacré champion en European Le Mans Series au sein du Greaves Motorsport.

## Parcours

### Les débuts
Il découvre le sport automobile à l'âge de 11 ans, en karting lors de la sélection FFSA Open Kart Pass et se qualifie en finale à Paris Bercy où il finit second en catégorie Junior. En 2002, il remporte le Challenge Suisse de Karting en catégories Junior et Rotax Max (125 cm3). En 2003 et 2004, il prendra part à plusieurs courses locales de karting, en particulier le Championnat Suisse Romand en catégorie Élite dont il se classe 5e. Il réalise plusieurs podiums et victoires avant de débuter en monoplace.

### La monoplace et le GT
En 2004, il prend part au Volant Mygale et réalise ses débuts en monoplace. Alors âgé de 17 ans, il devient semi-finaliste de la sélection Mygale de détections de pilotes, dont Jean-Karl Vernay fait également partie cette année-là.
En 2005, il remporte deux courses du Scolarship BRDC Silverstone Academy à Silverstone. Puis en 2007, il participe à sa première saison complète de Formula Renault 2.0 en Championnat de France au sein de l'équipe Graff Racing ayant pour équipiers Tristan Vautier, Benjamin Lariche et Kévin Estre. Il se classe 7e Rookie du championnat et réalise également trois courses du Championnat Eurocup Formula Renault 2.0.

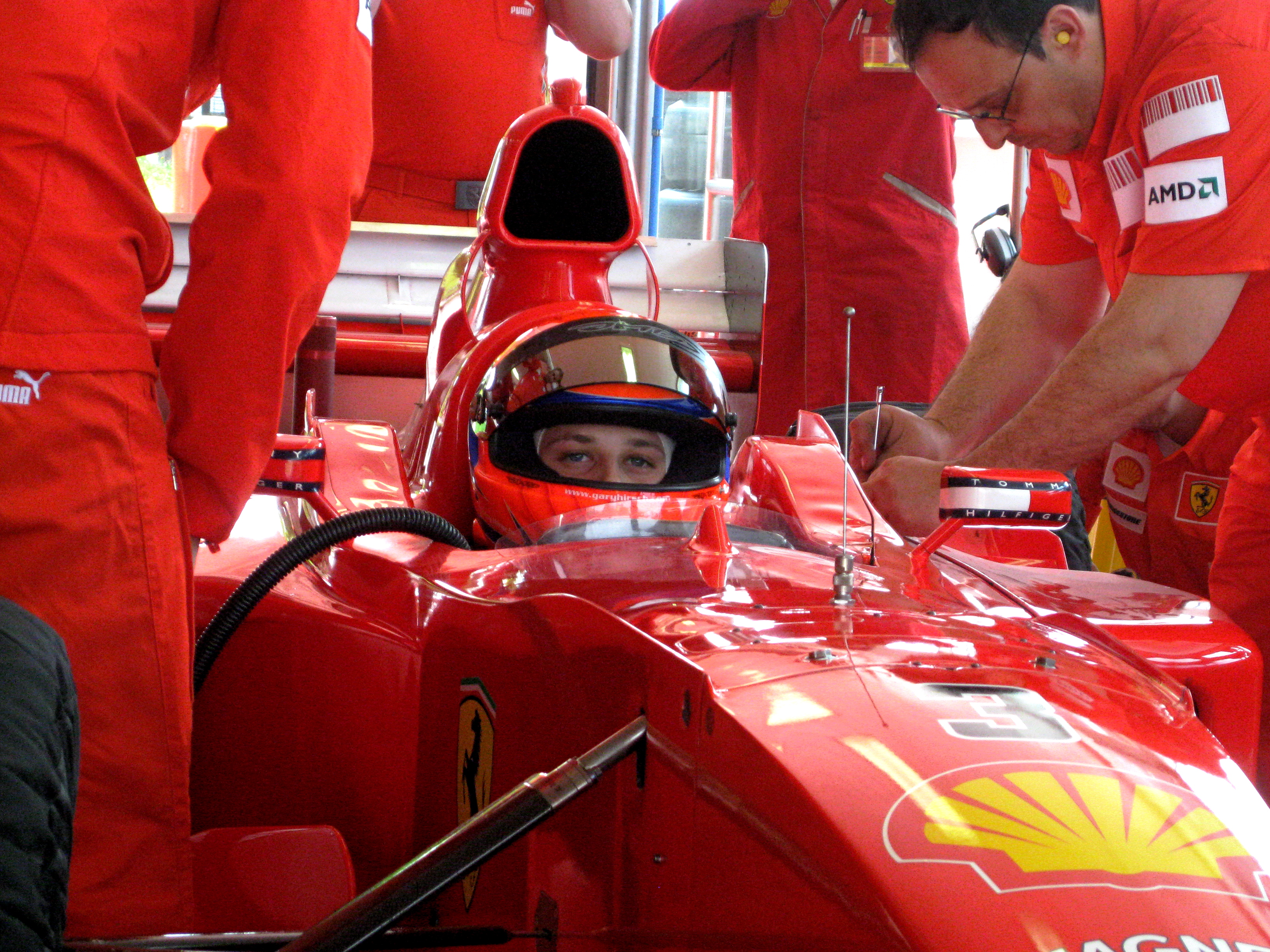
Gary Hirsch essai F1-2000, Ferrari 2008

En 2008, il se voit offrir un galop d'essai à bord de la Ferrari F1-2000, au sein de la structure Corse Clienti de Ferrari à Fiorano. Il participe également à une manche du Championnat d'Asie de Formula Asia 2.0 en Malaisie. Puis en 2011, Gary prend part à deux courses du Championnat d'Europe FIA GT3 à bord de la Mercedes-Benz SLS AMG GT3, à nouveau au sein du Graff Racing.

### L'endurance

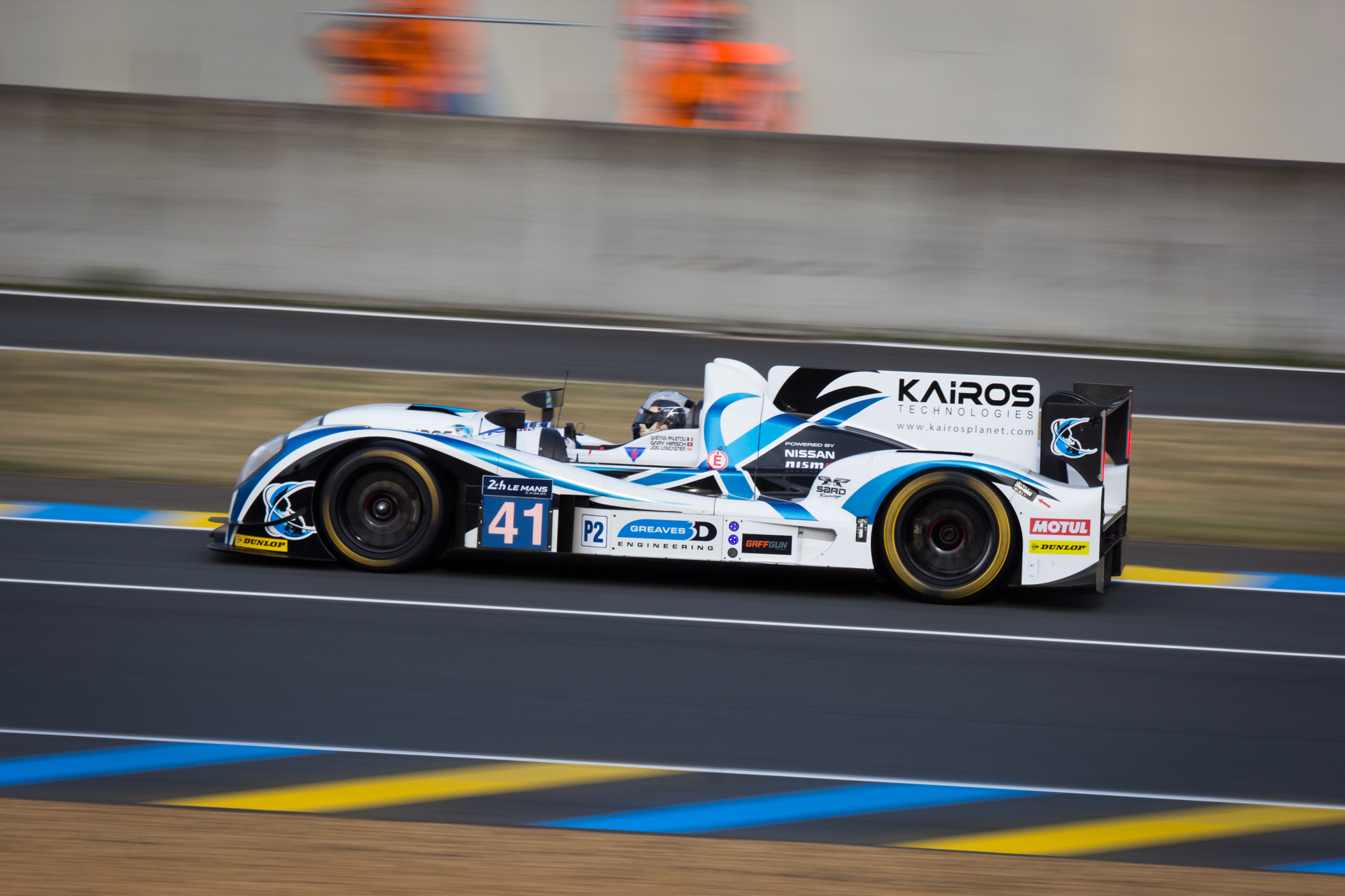
Gary Hirsch, Le Mans 2015 - Greaves Motorsport - 2015 ELMS Champion

En 2013, après quelques années loin des circuits, Gary réalise un retour à la compétition réussi en remportant le titre en European Le Mans Series, avec son équipier Paul-Loup Chatin. Ils remportent ensemble 3 courses et leur invitation aux 24 Heures du Mans, en 2014.
Gary participe en 2014 au Championnat European Le Mans Series, au sein de l'équipe Morand Racing aux côtés de Christian Klien et Romain Brandela/Pierre Ragues dont il se classe 3e du classement général. Ensemble, ils remportent une victoire sur le circuit Paul-Ricard et réalisent deux podiums supplémentaires. Pour sa première participation aux 24 Heures du Mans, Gary se classe 6e de l'épreuve (catégorie LMP2).
En 2015, le pilote suisse signe au sein de l'équipe Greaves Motorsport, et prend part au Championnat European Le Mans Series. Il décroche avec ses équipiers Jon Lancaster et Björn Wirdheim le titre de Champion ELMS en LM P2 (2 victoires, 1 podium et 1 pole position).

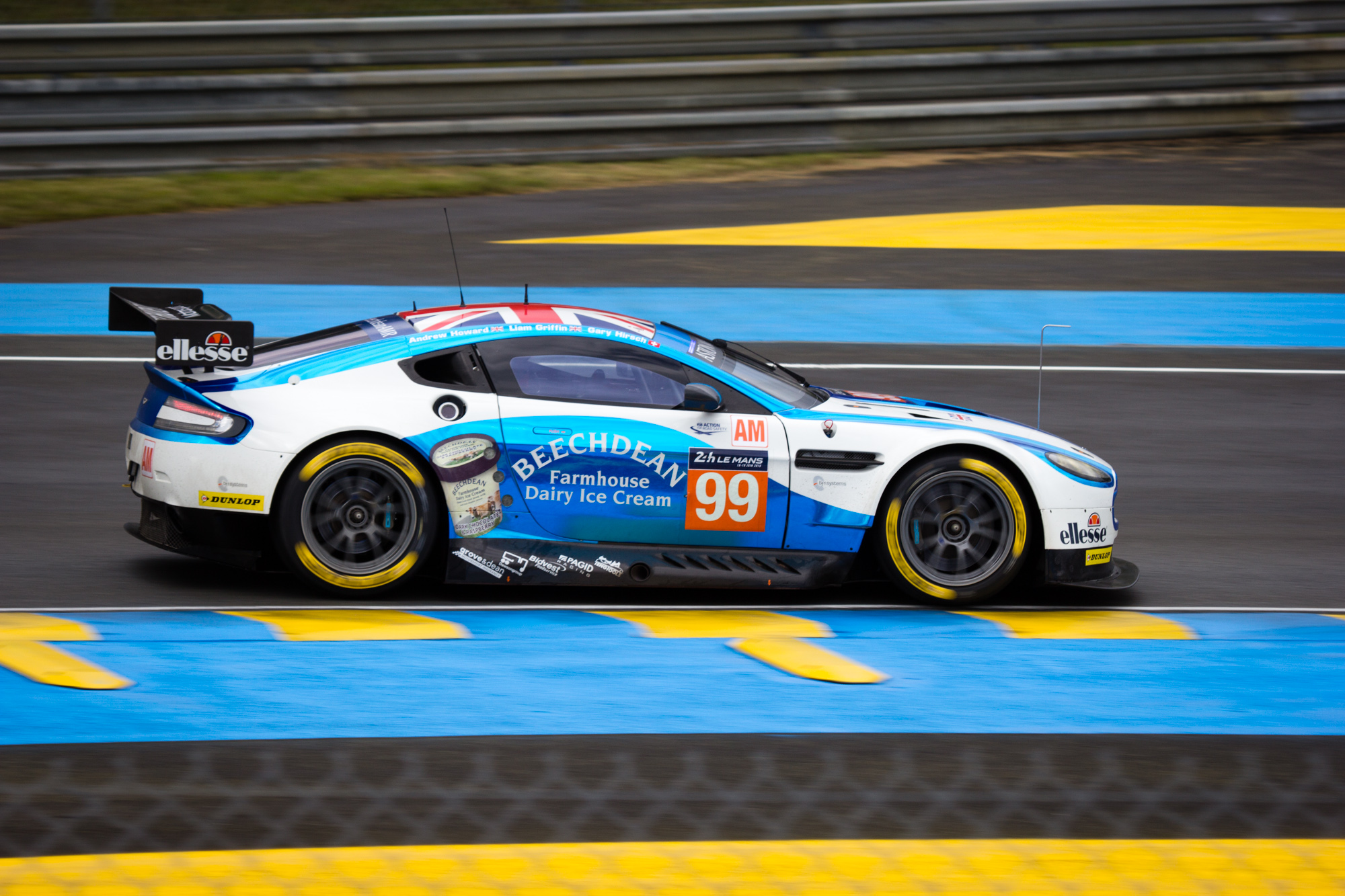
Gary Hirsch, Aston Martin Racing GTE - Beechdean Motorsport

En 2016, Gary Hirsch rejoint Beechdean Motorsport en tant que pilote Gold, la voiture est officiellement engagée par Aston Martin Racing,. Il se classe 7e des 24 Heures du Mans 2016 en catégorie GTE-AM.
En 2019, il rejoint l'équipe Rebellion Racing en tant que pilote de réserve et développement.

## Carrière
- 2019 : Pilote de Reserve Rebellion Racing [11]
- 2016 : 7e des 24 Heures du Mans 2016, catégorie GTE-AM, Beechdean Aston Martin Racing[12].
- 2015 : Champion 2015 LM P2 / European Le Mans Series[13],[14]
- 2014 : 3e du Championnat European Le Mans Series et 6e des 24 Heures du Mans 2014, catégorie LM P2.
- 2013 : Champion 2013 LM PC / European Le Mans Series[15] - Oreca.
- 2011 : 2 courses FIA GT3 Mercedes SLS AMG [16]
- 2010 : Essais Ferrari 599 XX Corse Clienti
- 2008 : Test Formule 1 F1-2000 - Ferrari Corse Clienti. Championnat d’Asie de Formule Renault 2.0.
- 2007 : 7e Rookie Championnat de France de Formula Renault 2.0. 3 courses Championnat d’Europe de Formula Renault 2.0
- 2005 : 2 poles et 2 victoires Scholarship BRDC en Formule Ford à Silverstone.
- 2004 : Semi-finaliste du Volant Mygale. 5e du Championnat Suisse Romand de Karting cat. Élite.
- 2002 : Champion - Challenge Suisse de Karting.